# Turmequé
Turmequé – miasto w Kolumbii, w departamencie Boyacá.